# Познанське воєводство (1314—1793)
52°24′32″ пн. ш. 16°55′41″ сх. д. / 52.4089° пн. ш. 16.928° сх. д.
По́знанське воєво́дство (лат. Palatinatus Posnaniensis, пол. Województwo poznańskie) — адміністративно-територіальна одиниця Королівства Польського та Корони Польської в Речі Посполитій. Існувало в 1314—1793 роках. Створене на основі земель Великопольського князівства. Входило до складу Великопольської провінції. Належало до регіону Великопольща. Розташовувалося в західній частині Речі Посполитої, на заході Великопольщі. Головне місто — Познань. Очолювалося познанськими воєводами. Сеймик воєводства збирався у містечку Середа. Мало представництво із 9 сенаторів у Сенаті Речі Посполитої. Складалося з 4 повітів. Станом на 1791 рік площа воєводства становила 16 166,72 км². Населення в 1790 році нараховувало 297 292 осіб. Ліквідоване 1793 року під час другого поділу Речі Посполитої. Територія воєводства увійшла до складу провінції Південна Пруссія королівства Пруссія.

## Повіти
- Валецький повіт → Валч
- Всховський повіт → Всхова (Всиховська земля)
- Косцянський повіт → Косцян
- Познанський повіт → Познань

## Сенатори
- Позанський воєвода